# Rajmund Trykozko
Rajmund Trykozko (zm. 13 stycznia 2023) – polski fizyk specjalizujący się w fizyce ciała stałego, prof. dr hab.

## Życiorys
W 1957 ukończył studia na Uniwersytecie Warszawskim, w 1985 uzyskał tytuł profesora nauk fizycznych. Został zatrudniony na Wydziale Fizyki Politechniki Warszawskiej.